# 25519 Бартоломео
25519 Бартоломео (25519 Bartolomeo) — астероїд головного поясу, відкритий 7 грудня 1999 року.
Тіссеранів параметр щодо Юпітера — 3,481.